# Бордж-е Мілад

Бордж-е Мілад (перс. برج میلاد -‎ Borj-e Milâd, «Народження») — найвища будівля в Ірані. Розташована в місті Тегеран. Висота вежі від основи до кінця шпиля антени — 435 метрів. «Голова» вежі являє собою велику капсулу з 12 поверхами, дах якої розташований на висоті 315 метрів. Нижче розташовані сходи і ліфти.

## Будова вежі
У вежі розташовано три ліфтові шахти, якими рухаються 6 панорамних ліфтів. Гондола вежі налічує 12 поверхів загальною площею 12 000 м², що, станом на 2006 рік, є найбільшою сумарною площею приміщень телевежі в світі. Основа вежі побудована у вигляді правильного восьмикутника, характерного для класичної перської архітектури.
На висоті 276 м розміщується панорамний ресторан, який обертається. Поверхами вище розташовуються різні приміщення, призначені для телебачення, радіомовлення, телекомунікацій, метеостанцій і служб управління дорожнім рухом.
Радіощогла виготовлена зі сталі й досягає висоти 120 м.

## Інше
Замовником цієї телевежі є муніципалітет Тегерана. Вежу спроектував архітектор Мохаммад Реза Хафезі. Будівельний підрядник — компанія Yadman Sazeh.